# Walburg Wohlleben
Walburg Wohlleben (auch: Walburg Wohlleben-Behre, * 25. Juni 1945 in Schönwald/Oberfranken) ist eine deutsche literarische Übersetzerin.

## Leben
Walburg Wohlleben entstammt einer Flüchtlingsfamilie, die sich nach 1945 in Hof niederließ. Ab 1952 wuchs Walburg Wohlleben bei einer dänischen Pflegefamilie in Nordjütland auf, wo sie die dänische Sprache erlernte. Nach der Reifeprüfung studierte sie Skandinavistik an den Universitäten in Bonn und Kopenhagen und veröffentlichte erste literarische Übersetzungen. Später absolvierte sie eine Ausbildung zur Erzieherin und Sozialpädagogin. Gemeinsam mit ihrem Ehemann betrieb sie 15 Jahre lang eine Buchhandlung in Bad Münstereifel. Seit dem Tod ihres Mannes arbeitet Wohlleben als freie Übersetzerin. Sie übersetzt Romane, Jugend- und Sachbücher aus dem Dänischen, Norwegischen und Schwedischen ins Deutsche. 
Walburg Wohlleben ist Mitglied im Verband deutschsprachiger Übersetzer literarischer und wissenschaftlicher Werke. Sie lebt in Bad Münstereifel.

## Übersetzungen
- Marianne Fredriksson: Abels Bruder, Frankfurt am Main 2001
- Marianne Fredriksson: Eva, Frankfurt am Main 2001
- Marianne Fredriksson: Marcus und Eneides, Frankfurt am Main 2000
- Marianne Fredriksson: Noreas Geschichte, Frankfurt am Main 2001
- Marianne Glomnes: Gestern sprach ich noch mit seinem Vater, Ravensburg 1979
- Grete Janus Hertz: So sieht es aus im Puppenhaus, Reinbek 1977
- Kristian Ditlev Jensen: Ich werde es sagen, Stuttgart 2004
- Göran Kropp: Allein auf den Everest, München 1998
- Juliane Preisler: Glas, München 2001
- Klaus Rifbjerg: Nansen und Johansen, Hamburg 2005